# Aplastoceros affabilis
Aplastoceros affabilis är en fjärilsart som beskrevs av Diakonoff 1956. Aplastoceros affabilis ingår i släktet Aplastoceros och familjen vecklare. Inga underarter finns listade i Catalogue of Life.